# 巴西含羞草
巴西含羞草（学名：Mimosa invisa）为豆科含羞草属的植物。分布在巴西以及中国大陆的广东等地，多生长于逸生、旷野及荒地，目前已由人工引种栽培。

## 变种
- 无刺含羞草（学名：Mimosa invisa var. inermis）为豆科含羞草属下的一个变种。